# الحضانة الشاملة
الحضانة الشاملة هي حركة دولية لاستخدام التمويل العام لضمان توفير تعليم ما قبل المدرسة عالي الجودة (ما قبل الروضة) لجميع العائلات. تقوم المدارس بتقييم أنظمتها التعليمية على الأداء الأكاديمي لطلابها ومقارنتها بالمدارس في جميع أنحاء البلاد وكذلك على مستوى العالم. هناك دافع تنافسي مستمر للمدارس لتكون من بين أفضل المدارس في الأداء والإنجاز. إن تقديم برنامج شامل لمرحلة ما قبل المدرسة سيسمح للأطفال الصغار من خلفيات اجتماعية واقتصادية مختلفة ببناء وتحسين مهاراتهم الأكاديمية والاجتماعية لإعدادهم بشكل أفضل لرياض الأطفال وبقية حياتهم الأكاديمية. بالإضافة إلى ذلك، فإن إدخال مرحلة ما قبل المدرسة الشاملة سيسمح للعديد من العائلات التي تعاني ماليًا بإرسال أطفالها إلى مرحلة ما قبل المدرسة مما سيسمح للعديد من النساء بدخول القوى العاملة أو العودة إليها.

## الحضانة الممولة من القطاع العام في الولايات المتحدة
بعد تحليل واستشهاد الأبحاث الوطنية والدولية التي تظهر الفوائد قصيرة الأجل وطويلة الأجل لمرحلة ما قبل المدرسة للأسر ذات الدخل المنخفض إلى المتوسط، أدت الحركة لتعزيز مرحلة ما قبل المدرسة الممولة من القطاع العام إلى إقرار تشريعات ما قبل المدرسة بنجاح في 44 ولاية في الولايات المتحدة. في حين مررت بعض التشريعات لتمويل مرحلة ما قبل المدرسة على المستوى الفيدرالي (بما في ذلك السباق إلى أعلى منحة تحدي التعلم المبكر) لا يزال الكثير من المناصرة يركز على بناء دعم واسع من مختلف القادة في مجال الأعمال والمعلمين ونشطاء الأطفال والمحسنين وإنفاذ القانون والرعاية الصحية للضغط على المجالس التشريعية للولايات.
وفقا لمقال نشرته (N.P.R)على الرغم من تحسن برامج وأرقام ما قبل المدرسة، إلا أن نسب الجودة والتسجيل لا تزال متفاوتة بين الولايات. على سبيل المثال، كما ورد في مقال NPR، "تنفق واشنطن العاصمة 15، 748 دولارًا لكل طفل. تنفق ولاية ميسيسيبي أقل من 2000 دولار لكل طفل، أي ما يقرب من نصف ما تنفقه الولايات في المتوسط. "؛ وهذا يصور مثالاً على التفاوتات التي تتراوح في برامج ما قبل المدرسة الحالية، فضلاً عن السبب في أن جودة التعليم قبل المدرسي العام يجب أن تكون أولوية قصوى
في حين أن الاختلافات في التنفيذ عديدة، تقدم مرحلة ما قبل الروضة الممولة من الدولة باستمرار برامج على أساس طوعي للأطفال والأسر، على عكس المرحلة الابتدائية الإلزامية، والتي يفرضها القانون مع استثناءات للسماح بالتعليم المنزلي والتعليم البديل. تشمل الاختلافات كيفية تعامل الدول مع عناصر التنفيذ التالية:'
1. سن الأطفال المؤهلين للخدمة في مرحلة ما قبل المدرسة (عادة الأطفال في سن الثالثة أو الرابعة أو الخامسة، ولكن في بعض الأحيان الأطفال في سن الرابعة فقط).
2. الخدمات الشاملة، بما في ذلك ما إذا كان يتم توفير دعم خاص مثل الزيارة المنزلية ومجموعات اللعب لدعم الأطفال من الأسر المعرضة للخطر.
3. يوم كامل مقابل يوم جزئي قبل الروضة، وما إذا كان ينبغي تقديم البرامج على مدار السنة أو خلال العام الدراسي فقط،
4. دور الوالدين في دفع جزء من الرسوم الدراسية السابقة لأطفالهم.
5. متطلبات الجودة للبرامج الممولة من الدولة، بما في ذلك متطلبات تعليم المعلمين وإعدادهم، وحجم الفصل، ونسب المعلمين إلى الأطفال، واستخدام المناهج الدراسية القائمة على الأدلة.
6. ما إذا كان ينبغي توفير البرامج الشاملة الممولة من الدولة في نظام التوصيل المتنوع الحالي لبرامج الطفولة المبكرة (بما في ذلك المدارس العامة والمراكز غير الربحية والربحية والبرامج التي تستضيفها الكنائس غير الدينية، أو في الأماكن المنزلية مثل الرعاية النهارية للأسرة المنظمة).

يستشهد مؤيدو مرحلة ما قبل المدرسة الممولة من القطاع العام لجميع الأطفال بأبحاث تظهر:
1. نظرًا لأن الدماغ يتطور بسرعة خلال السنوات الأولى، فإن التحفيز من مرحلة ما قبل المدرسة عالية الجودة يمكن أن يدعم تطوير المسارات العصبية التي تخدم الطفل في التعلم مدى الحياة.
2. يستشهد المدافعون عن الفقراء بالبحوث المتعلقة بفجوة الإنجاز، حيث يبدأ العديد من الأطفال المعرضين للخطر في المدرسة لمجموعة متنوعة من الأسباب ولا يلحقون بالركب أبدًا. تساعد برامج ما قبل الروضة في القضاء على هذه الفجوة.
3. تشير منظمات الأعمال إلى الحاجة إلى ما قبل الروضة لتحسين الاستعداد للمدرسة ومحو الأمية بحلول سن التاسعة، من أجل التأثير على الإنجاز العالمي لجميع الأطفال.
4. المعلومات الواردة أدناه مقدمة من:( DLC | Model Initiatives | July 20, 2006)
5. وجدت دراسات برامج ما قبل المدرسة عالية الجودة في نورث كارولينا وميشيغان أن الاستثمارات العامة في مثل هذه البرامج يمكن، في الواقع، أن تحقق عائدًا من 7 إلى 1 على المدى الطويل، في شكل زيادة الإنتاجية وانخفاض الإنفاق الاجتماعي.
6. وجدت دراسة أجرتها جامعة جورجيا أن طلاب مرحلة ما قبل الروضة قاموا بتحسين درجات استعدادهم للمدرسة مقارنة بالمعايير الوطنية. ووجدت أيضًا أن نظام ما قبل الروضة قضى على فجوة المهارات بين طلاب ما قبل الروضة والطلاب الأكثر ثراءً الذين أرسلهم آباؤهم إلى برامج خاصة.
7. وجدت دراسة أجرتها جامعة جورج تاون مكاسب في درجات التقييم المعرفي واللغوي للأطفال من برنامج ما قبل الروك في أوكلاهوما - لا سيما بين الأطفال الأمريكيين من أصل أفريقي ومن أصل إسباني، الذين تحسنت درجاتهم بمتوسط 17٪ و 54٪ على التوالي. اعتبارًا من عام 2006، تقدم 98 بالمائة من المناطق التعليمية في أوكلاهوما برامج ما قبل الروضة، بزيادة 30 بالمائة منذ عام 1998.

## المزايا الاقتصادية
تظهر الدراسات الحديثة أن فوائد التعليم قبل المدرسي الشامل تفوق التكاليف. أجرت دراسة طولية 2005 للأطفال السود 123،3 و 4 سنوات تحليلًا للتكلفة والعائد، تشير إلى أنه مقابل كل دولار واحد يستثمر في التعليم قبل المدرسي، هناك عائد على الاستثمار قدره 12.90 دولارًا.
تشمل مزايا التعليم قبل المدرسي الشامل للطفل أيضًا درجات قراءة أعلى للطلاب ذوي الدخل المنخفض. وفقًا لبحث من كلية دارتموث، تعزز برامج ما قبل المدرسة الشاملة درجات قراءة الأطفال ذوي الدخل المنخفض أكثر من برامج ما قبل المدرسة المستهدفة، وجدت الدراسة أن الاختلاف في درجات القراءة كبير بما يكفي لاستنتاج أن مرحلة ما قبل المدرسة الشاملة أكثر إنتاجية من مرحلة ما قبل المدرسة المستهدفة. تدعم الأبحاث الأخرى نتائج دراسة كلية دارتموث وجد بحث بارنيت وفريد (2010) المكثف في تعليم الطفولة المبكرة أنه نظرًا لأن الطلاب يتعلمون من بعضهم البعض، فإن الطلاب المحرومين يتعلمون المزيد إذا كان زملائهم في الفصل متنوعين اجتماعيًا واقتصاديًا.
بالإضافة إلى ذلك، وجدت دراسة من تولسا قارنت بين البرنامج البدائي وبرنامج ما قبل المدرسة الممول من الدولة (أي الشامل) أن البرنامج العالمي أكثر فعالية في تحسين نتائج محو الأمية والانتباه.

## اعتبارات تقرير السياسات
نظرًا لأن موضوع التعليم قبل المدرسي الشامل يكتسب زخمًا في الولايات المتحدة، سيشارك صانعو السياسات في تصميم برامج ما قبل المدرسة. يشعر العديد من الباحثين بالقلق من أنه بمجرد مشاركة حكومات الولايات، ستركز برامج ما قبل المدرسة على المهارات الأكاديمية بدلاً من الاحتياجات التنموية الشاملة للأطفال. بسبب التنوع الغني في المدارس، يحذر الباحثون من استخدام سياسة «مقاس واحد يناسب الجميع» لتطوير برامج عالمية لمرحلة ما قبل المدرسة. يوصي الباحثون صانعي السياسات بالنظر في وجهات النظر المتنوعة لأصحاب المصلحة الأساسيين (أي الأطفال والمعلمين) عند وضع سياسة لمرحلة ما قبل المدرسة عالية الجودة، يمكن للبحث الذي أجرته سيليا جينيشي أن يساعد صانعي السياسات في تطوير برامج ما قبل المدرسة عالية الجودة والمستجيبة ثقافيًا والمناسبة من الناحية التنموية.
يعتبر بحث Genishi الفصول الدراسية المتنوعة والطلاب «القاعدة» ويؤكد على أهمية سياق التعلم. يقترح الباحثون أن يقوم صانعو السياسات بفحص مجموعة متنوعة من الدراسات البحثية وإنشاء أنظمة تستجيب لتنوع الطلاب حتى نتمكن من خدمة جميع الأطفال بشكل أفضل.

## المعارضة في الولايات المتحدة
كان تقييم نتائج البرنامج صعبًا، ويرجع ذلك إلى حد كبير إلى نقص البيانات وحداثة مرحلة ما قبل الروضة العالمية في جميع أنحاء البلاد. لم تثبت الدراسات في الولايات المتحدة بشكل كامل الفائدة طويلة الأجل للأطفال من قبل إلى متوسط الدخل، على الرغم من أن الدراسات في أستراليا ونيوزيلندا ذات التركيبة السكانية المماثلة لها.
اتهم النقاد بأن تكاليف ما قبل الروضة العالمية قد ترتفع. نظرًا لأن مصطلح «شامل» يعني الوصول لجميع الأطفال، فإن التكلفة تختلف بالتناسب مع المساهمة المتوقعة من قبل الوالدين بالإضافة إلى تمويل الدولة، وعدد الساعات التي تقدم فيها الدولة التمويل، وما إذا كانت البرامج المؤهلة لديها فترات كافية لجميع الأطفال
نظرًا لأن متطلبات الجودة تنص على معايير معينة، فإن جميع برامج ما قبل الروضة، وخاصة تلك الموجودة في البيئات الخاصة، ليست مؤهلة. لا يزال هناك جدل حول ما إذا كان سيتم طرد مقدمي الخدمات من القطاع الخاص من العمل إذا قدمت المدارس العامة المحلية برامج ليوم كامل وخالية من الرسوم الدراسية.
يتهم النقاد أنه في حالة محدودية فتحات ما قبل الروضة عالية الجودة الممولة من القطاع العام، يمكن أن تؤدي قوائم الانتظار إلى تنافس الأطفال المحرومين مع الأطفال ذوي الدخل المرتفع للوصول إلى مرحلة ما قبل المدرسة. توفر بعض الولايات قدرًا إضافيًا من الرسوم الدراسية للمساعدة في تعويض الاحتياجات الخاصة للأطفال المعرضين للخطر.
على الرغم من عدم وجود ولاية تفرض المشاركة في البرامج، وعلى الرغم من أن بعض الولايات توفر التمويل لبرامج ما قبل الروضة المنزلية، إلا أن بعض المحافظين يجادلون بأن مسؤولية الرعاية والتعلم قبل رياض الأطفال تقع على عاتق الآباء فقط.
في بعض الولايات، تعمل نقابات المعلمين مع معلمي مرحلة ما قبل الروضة لإنشاء نقابات للتعليم المبكر، للسماح بالمفاوضة مع الدولة على سداد ما قبل الروضة. في الوقت نفسه، عارضت بعض نقابات المعلمين وضع برامج ما قبل الروضة في المراكز والمنازل الخاصة، باعتبارها استنزافًا لموارد التعليم العام وباب مفتوح محتمل للقسائم المدرسية.